# Michael Broadhurst
Pour les articles homonymes, voir Broadhurst.

a Compétitions nationales et continentales officielles uniquement.

b Matchs officiels uniquement.
Dernière mise à jour le 20 juillet 2022.
Michael Broadhurst, né le 30 octobre 1986 à Gisborne (Nouvelle-Zélande), est un joueur de rugby à XV international japonais d'origine néo-zélandaise, évoluant aux postes de troisième ligne ou deuxième ligne. Il évolue l'essentiel de sa carrière professionnelle en Top League, d'abord avec les Kubota Spears, puis avec les Ricoh Black Rams. Il mesure 1,96 m pour 111 kg.

## Biographie
Michael Broadhurst est le frère aîné du deuxième ligne international néo-zélandais James Broadhurst qui évolue aux Hurricanes en Super Rugby.

## Carrière

### En club
Michael Broadhurst a commencé par évoluer avec la province de Poverty Bay en Heartland Championship en 2008,.
Il quitte ensuite son pays natal pour le Japon et rejoint le club des Kubota Spears qui évolue en Top League,.
En 2010, il signe dans un autre club de Top League : les Ricoh Black Rams,. Il joue son centième match de Top League en septembre 2018. Il met un terme à sa carrière de joueur en août 2021,.

### En équipe nationale
Michael Broadhurst il est sélectionné au sein du New Zealand Heartland XV (en), qui sont sélection des meilleurs joueurs du championnat éponyme, pour une tournée aux États-Unis en 2008,.
Après avoir rejoint le Japon, il devient sélectionnable à partir de 2012, car il a joué plus de trois ans dans le championnat local et il n'a jamais porté les couleurs de son pays d'origine. Il fait ses premières apparitions sous le maillot japonais en juin 2012 contre les Barbarians français. Il obtient ensuite première cape internationale officielle avec l'équipe du Japon le 10 novembre 2012 à l'occasion d'un match contre l'équipe de Roumanie à Bucarest,.
Il fait partie du groupe japonais choisi par Eddie Jones pour participer à la Coupe du monde 2015 en Angleterre,. Il dispute quatre matchs contre l'Afrique du Sud, l'Écosse, les Samoa et les États-Unis. Il participe ainsi à la victoire historique de son équipe face aux sud-africains à Brighton.
Le mondial 2015 est la dernière apparition de Broadhurst avec la sélection japonaise, puisqu'il n'est pas dans les plans du successeur d'Eddie Jones, Jamie Joseph.

## Palmarès

### En club
Néant

### En équipe nationale
- Vainqueur du Tournoi des 5 nations asiatique en 2013.

## Statistiques internationales
- 26 sélections avec le Japon entre 2012 et 2015[4].
- 35 points (7 essais).

- Participation à la Coupe du monde 2015 (4 matchs).